# Антон Ланге
Антон Ланге (Антоній Лянге) нім. Antoni Lange; 1774, м. Відень, Австрія — 1842, м. Львів) — син актора віденського придворного театру, австрійський живописець, графік, майстер театрально-декораційного жанру. Вважається родоначальником історичного пейзажу («патріархом львівського пейзажу»). Чарівні краєвиди Галичини й Волині він відтворював із захопленням, іноземець який споглядає екзотику. Німець за походженням.

## Життєпис
Малярство студіював у австрійського пейзажиста Лоренца Шонбергера (1768–1846).
В 1810 р. переїхав до Львова, багато років працював художником при львівському театрі, мав пошану й визнання публіки та став помітною постаттю місцевого культурного середовища.
А. Лянґе для більшості живописних полотен обирає мальовничі куточки Галичини: руїни замку в Збаражі, замок в Колтові, вид Олеська, Пліснесько, замок в Теребовлі та ін. (фонди ЛІМ). З полотен і рисунків А. Лянґе було підготовлено 2 перші у Львові альбоми літографій): «Zbior widoków cenniejszych ogrodów w Polsce» та «Zbior najpiękniejszych okolic w Galicji», виданих у 1824 p. закладом А. Піллєра (35 гравюр). 14 картин А. Лянґе прикрашали парадні зали міської ратуші. Також художнику доручали оформлення міста на час урочистих подій (приїзду коронованих осіб, феєрверків тощо).

## Творчість

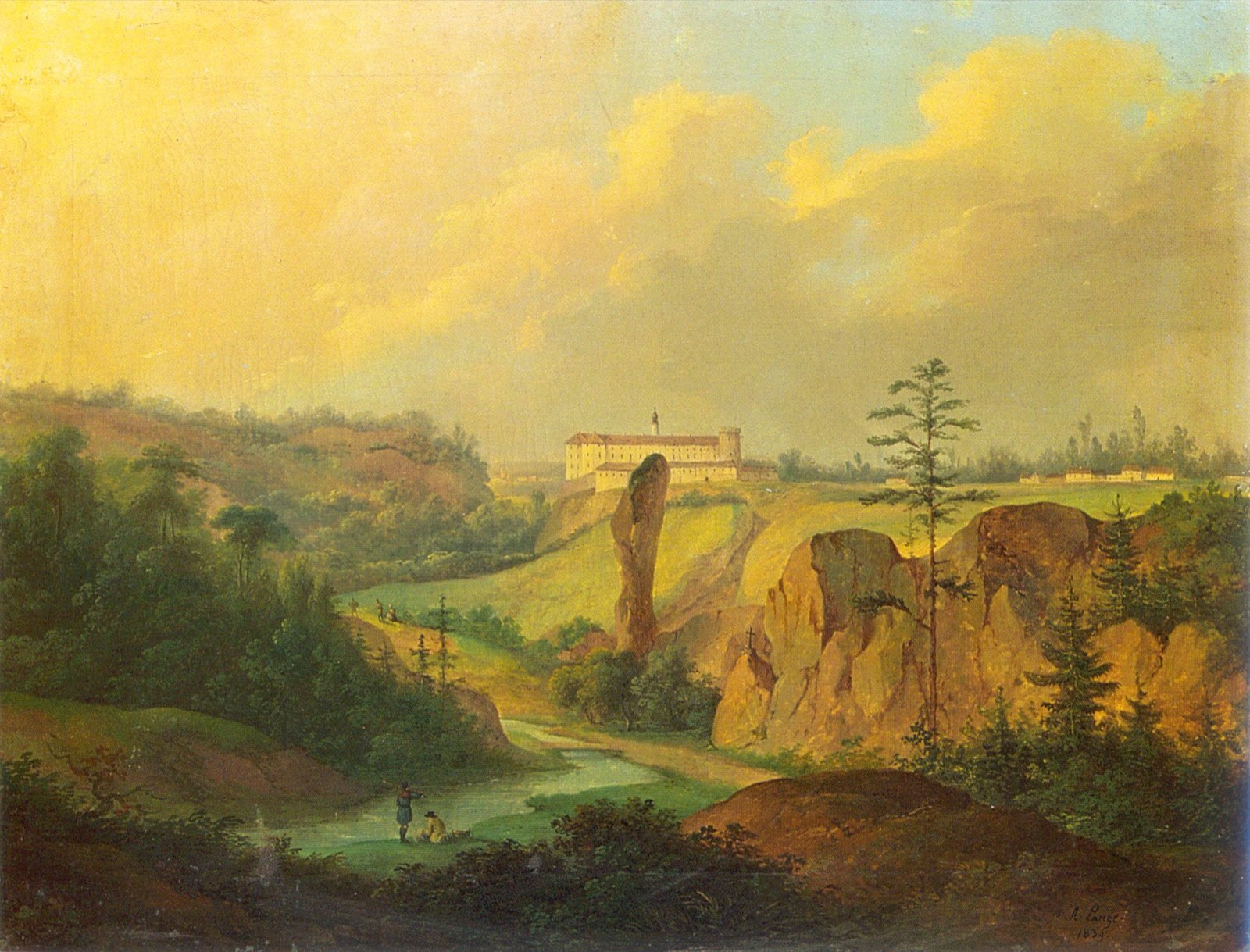
1839, Lviv Art Gallery, Pieskowa Skala Castle
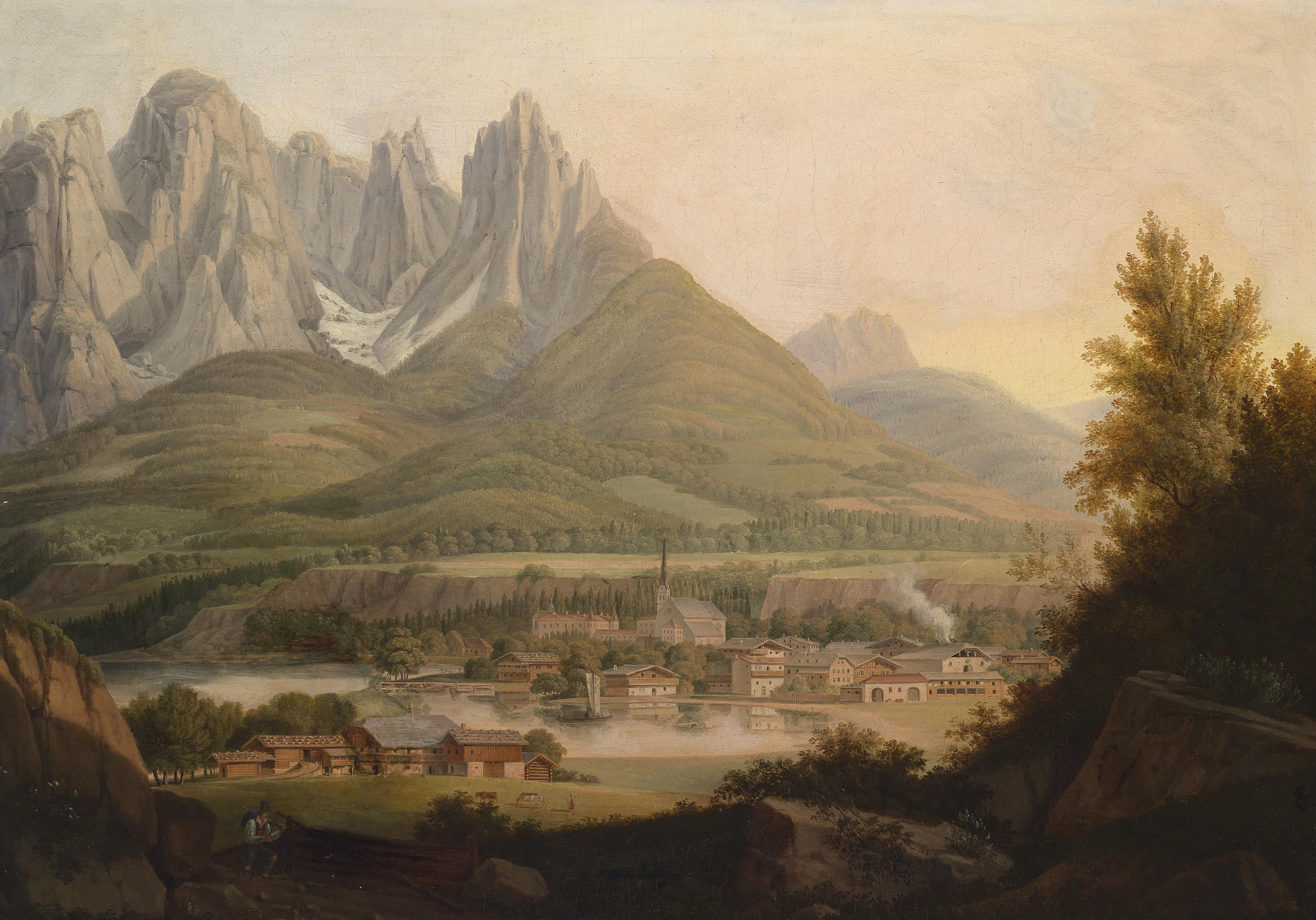
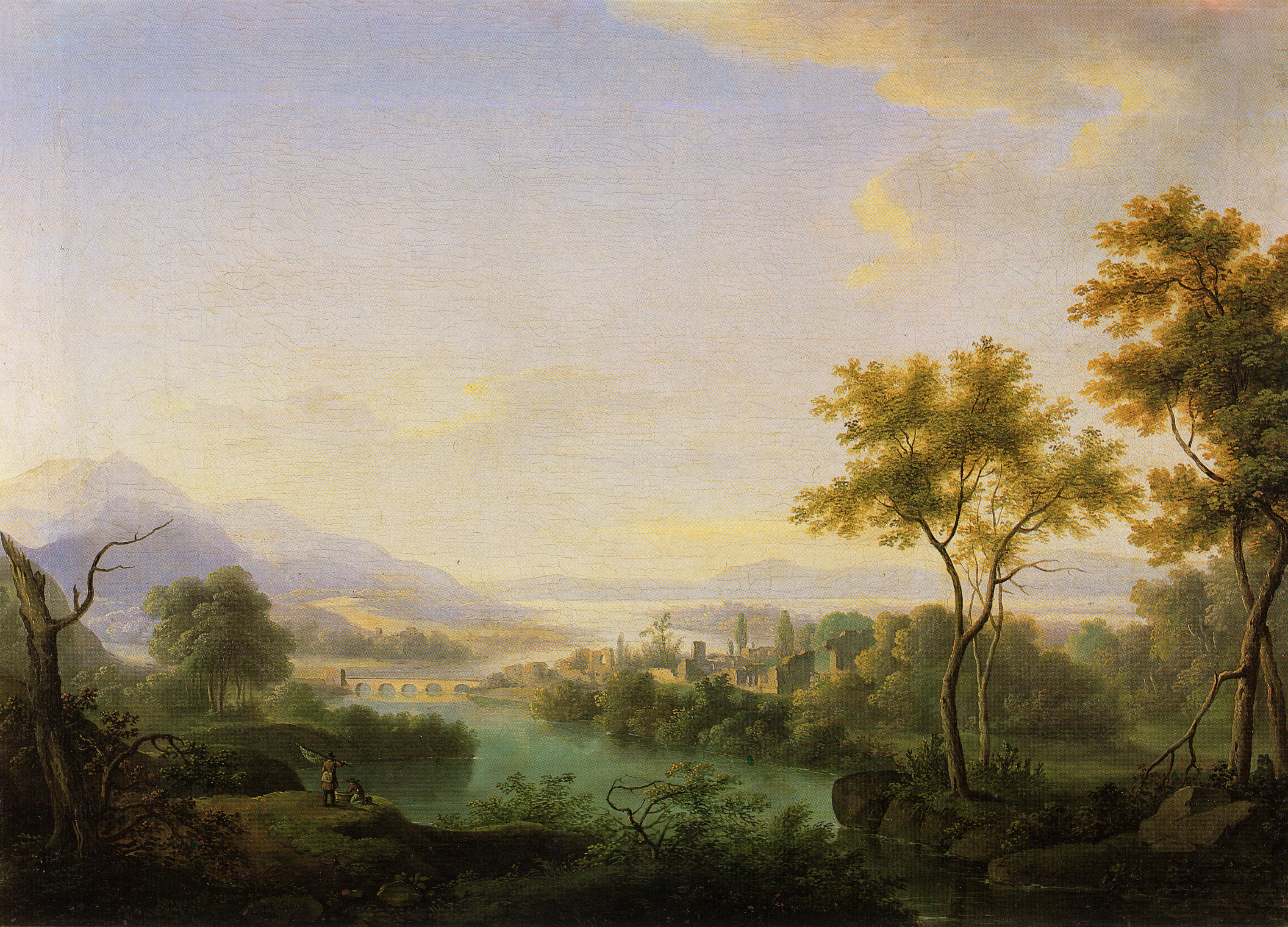
Пейзаж з рибалками. 1839. Галерея мистецтв у Львові (Landscape with Fishermen. 1839. Lviv Picture Gallery)￼
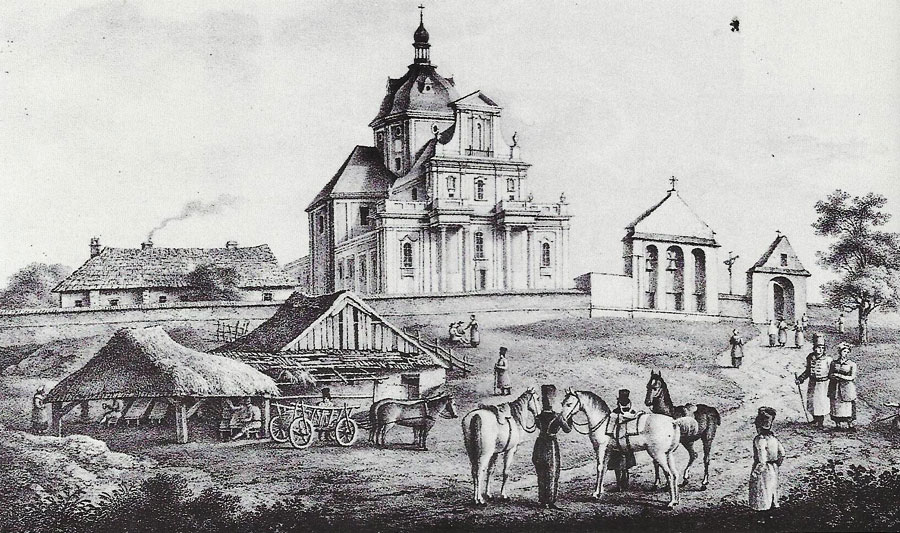
Вид на костел Нового Милятина. 1840 р.

Творчий доробок художника розпорошений по Музейних збірках України, Росії, Польщі, приватних колекціях.
Серед творів:
- «Вид на замок в Олеську» (1819) (зберігається у ТОХМ)
- «Замок в Підгірцях»,
- «Плавальний басейн у Львові»,
- «Пелчинський став у Львові», «Губернаторські вали», «Погулянка», «Цетнерівка»
- «Теребовля» (1839 (зберігається у ТОХМ),
- літографії до альбому «Галичина в картинах» (1837—1838).